# Aphodobius amplipennis
Aphodobius amplipennis är en skalbaggsart som beskrevs av Vladimir Balthasar 1945. Aphodobius amplipennis ingår i släktet Aphodobius och familjen Aphodiidae. Inga underarter finns listade i Catalogue of Life.